# Geruchlose Kamille

Die Geruchlose Kamille (Tripleurospermum inodorum), auch Falsche Strandkamille genannt, ist eine Pflanzenart aus der Gattung Strandkamillen (Tripleurospermum) innerhalb der Familie der Korbblütler (Asteraceae).
Die geruchlose Kamille ist aufgrund ihrer sehr ähnlichen Blütenkörbchen leicht mit der Echten Kamille zu verwechseln, enthält aber nur wenige ätherische Öle und hat daher keinen Kamilleduft. Eine Heilwirkung, wie für die Echte Kamille typisch, hat sie ebenfalls nicht.

## Beschreibung

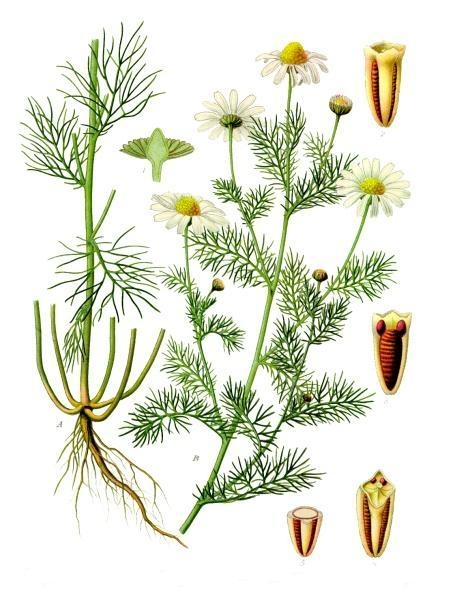
Illustration aus Köhler's Medizinalpflanzen

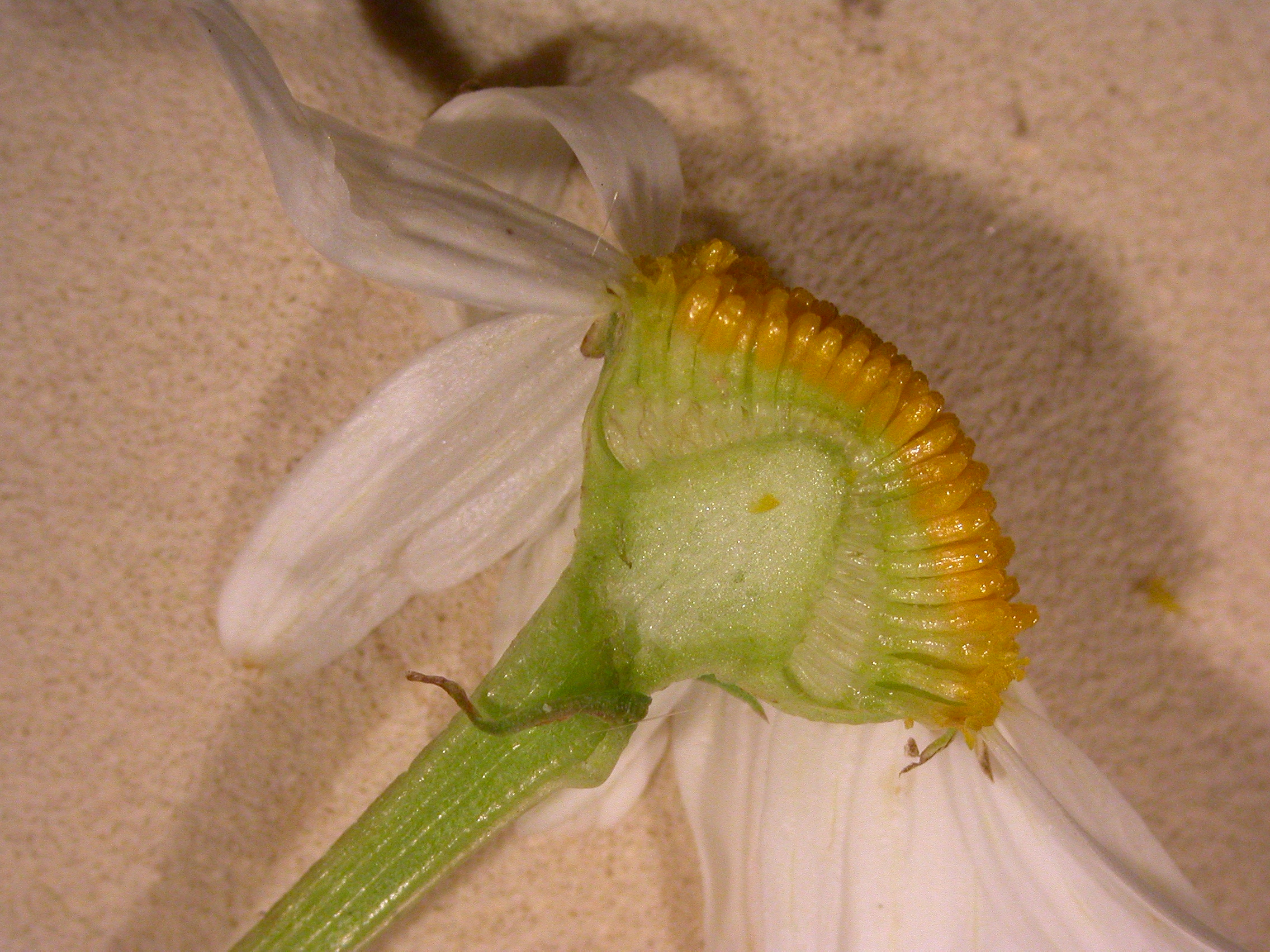
Schnitt durch den Blütenkorb

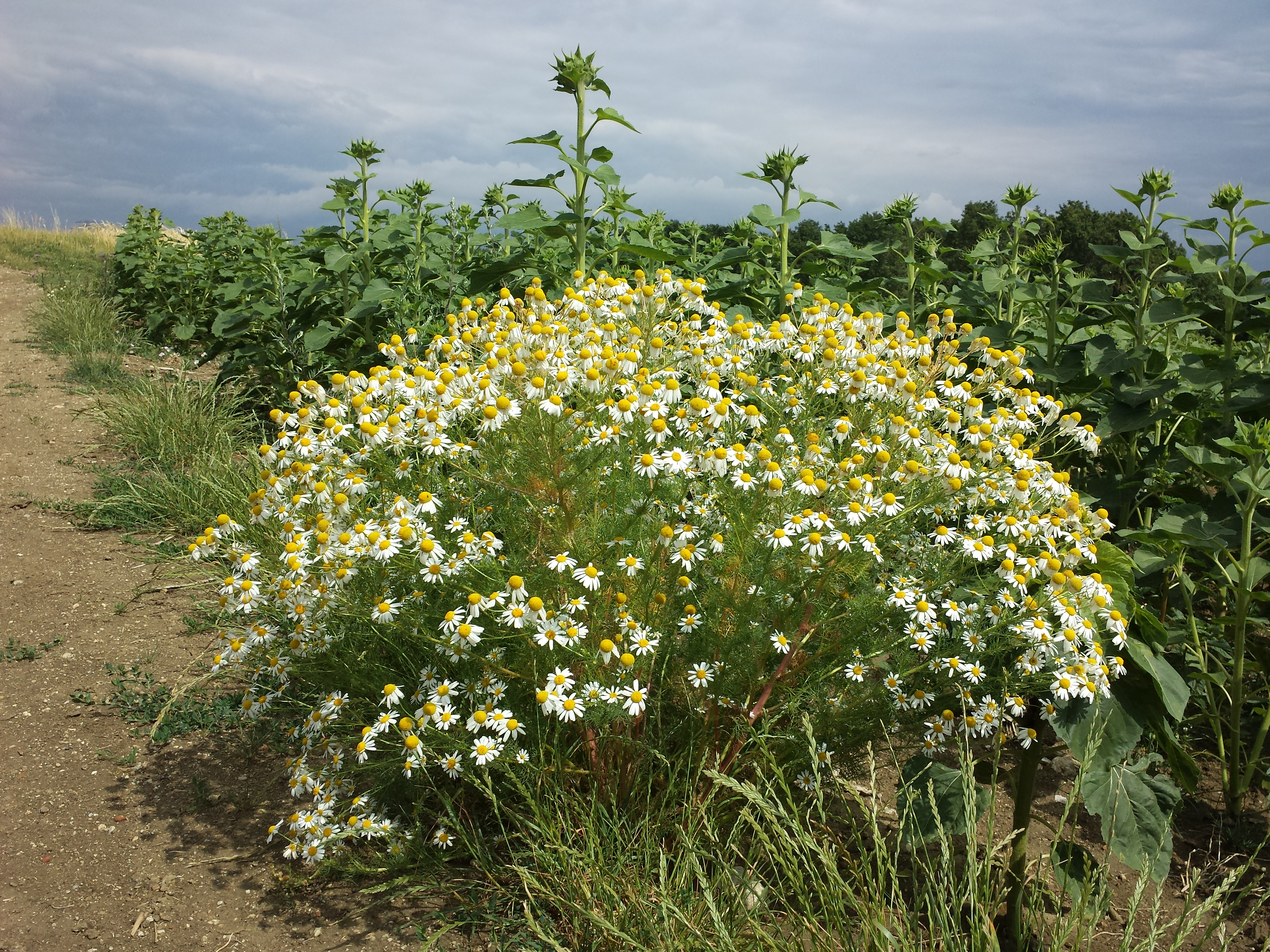
Habitus

### Vegetative Merkmale
Die Geruchlose Kamille ist eine einjährige krautige Pflanze und erreicht Wuchshöhen von 5 bis 80 Zentimetern. Sie besitzt aufsteigende bis aufrechte, erst im oberen Bereich verzweigte, nur im jungen Zustand spärlich behaarte Stängel.
Die zwei- bis dreifach gefiederten Laubblätter sind nicht fleischig und 2 bis 8 Zentimeter lang. Die Blattabschnitte sind bei einer Länge von 4 bis 20 Millimetern sowie einer Breite von nur 0,3 bis 0,5 Millimetern schmal-linealisch bis fast fadenförmig.

### Generative Merkmale
In einem doldigen Gesamtblütenstand stehen endständig die  körbchenförmigen Teilblütenstände. Der halbkugelige Körbchenboden ist markig und nicht hohl. Die ovalen Hüllblätter sind in der Mitte dunkelgrün bis dunkelbraun; ihre Ränder und Spitzen sind blass bis hellbraun und mehr oder weniger trockenhäutig. Die Blütenkörbchen weisen einen Durchmesser von etwa 3 bis 4,5 Zentimeter auf.
Die Blütenkörbe enthalten innen gelbe, radiärsymmetrische Röhrenblüten (= Scheibenblüten) und außen 13 bis 21 weiße, 10 bis 20 Millimeter lange zygomorphe Zungenblüten. Die Zungenblüten stehen waagerecht ab oder sind aufgerichtet und erst bei älteren Blütenkörbchen auch herabgeschlagen.
Die Frucht ist eine Achäne mit einem Pappus, der als häutiger Saum ausgebildet ist. An der Scheitelspitze der dreifach gerippten, blass-braunen Achäne befinden sich mehr oder weniger kreisrunde schwarze Öldrüsen.
Die Chromosomenzahl beträgt 2n = 18 oder 36.

## Ökologie
Bei der Geruchlosen Kamille handelt es sich um einen überwinternd grünen Therophyten. Die Geruchlose Kamille ist ein Kulturbegleiter. Sie wurzelt bis 120 Zentimeter tief.
Die körbchenförmigen Teilblütenstände wirken als Pseudanthien. Die Bestäubung erfolgt durch Insekten.
Die Geruchlose Kamille ist Wirtspflanze für die Pilz-Arten Entoloma matricariae, Peronospora leptosperma und Peronospora radii.

## Vorkommen
Die Geruchlose Kamille in weiten Gebieten Eurasiens verbreitet. In vielen Gebieten, beispielsweise den Azoren, der Region Primorje, Neuseeland und Nord- sowie Südamerika ist Tripleurospermum inodorum ein Neophyt.
In Deutschland wächst die Geruchlose Kamille häufig auf nährstoffreichen Äckern, in Ruderalfluren und auf Ödland. Sie gedeiht in Mitteleuropa auf frischen bis mäßig trockenen, nährstoffreichen, meist kalkarmen, mehr oder weniger humosen, neutralen, sandigen oder reinen Ton - oder Lehmböden. Sie kommt in Mitteleuropa vor allem in Pflanzengesellschaften des Verbands Sisymbrion oder der Klasse Secalietea vor. In den Allgäuer Alpen steigt sie in Bayern oberhalb der Mittelstation der Fellhornbahn bis zu einer Höhenlage von 1850 Metern auf. Im Kanton Wallis erreicht sie sogar eine Höhenlage von etwa 2000 Meter.

## Taxonomie
Die Erstveröffentlichung erfolgte 1755 unter dem Namen (Basionym) Matricaria inodora durch Carl von Linné in Flora Suecica, Editio Secunda Aucta et Emendata, Seite 297. Die Neukombination zu Tripleurospermum inodorum (L.) Sch. Bip. wurde 1844 durch Carl Heinrich Schultz in Ueber die Tanaceteen: mit besonderer Berücksichtigung der deutschen Arten, Seite 32 veröffentlicht. Synonyme für Tripleurospermum inodorum (L.) Sch. Bip. sind: Tripleurospermum maritimum subsp. inodorum (L.) Appleq., Matricaria maritima subsp. inodora (L.) Soó, Matricaria perforata Mérat, Tripleurospermum perforatum (Mérat) M. Laínz, Chamaemelum inodorum (L.) Vis., Dibothrospermum agreste Knaf nom. illeg., Pyrethrum elegans Pollini.

## Trivialnamen
Für die Geruchlose Kamille bestehen bzw. bestanden auch die weiteren deutschsprachigen Trivialnamen: Küdill, Kühaug, Rindsaug und Rödendil (Göttingen).